# Zsolt Baranyai
Zsolt Baranyai (* 23. Juni 1948 in Budapest; † 18. April 1978 ebenda) war ein ungarischer Mathematiker, der sich mit Kombinatorik befasste.
Baranyai ging als Klassenkamerad von László Lovász, Miklós Laczkovich und Lajos Pósa auf das Fazekas Gymnasium in Budapest. 1967 bis 1972 studierte er an der Loránd-Eötvös-Universität, an der er 1975 promoviert wurde. 1978 erhielt er posthum einen Doktorgrad (Kandidatentitel) der Ungarischen Akademie der Wissenschaften.
Er war auch Blockflötenspieler auf professionellem Niveau und tourte in Ungarn mit dem Bakfart Konsort. Auf dem Rückweg von einem Konzert starb er in einem Autounfall auf einer Landstraße.
Er ist bekannt für den Satz von Baranyai über die Zerlegung vollständiger Hypergraphen.